# Emil Wittig
Emil Wittig (* 1870 in Krefeld; † 17. März 1928 in Berlin-Charlottenburg) war ein deutscher Schauspieler.

## Leben
Wittigs Karriere als Theaterschauspieler begann 1892/1893 in Hanau und Berlin. Danach hatte er unter anderem Engagements in Elberfeld, Preßburg, Łódź und Kronstadt, tourte durch Siebenbürgen und Rumänien. Von 1899 bis 1902 wirkte er als Schauspieler und Regisseur in Detmold. Mit seiner Frau, der Opernsängerin Thekla Wittig geb. Mennicke, bekam er dort im Jahr 1900 ihren gemeinsamen Sohn Siegfried Schürenberg, der später den Mädchennamen seiner Großmutter väterlicherseits annahm und ebenfalls Schauspieler sowie Synchronsprecher wurde.
Ab 1902 hatte Emil Wittig jeweils einjährige Engagements in Danzig und Krefeld. 1905 wechselte er für längere Zeit an das Fürstliche Hoftheater Gera. Zu seinen Hauptrollen zählte dort die des Bauern Christoph Rott in dem von Oskar Borcherdt inszenierten Stück Glaube und Heimat von Karl Schönherr (1911). Wittig war ein Helden-Darsteller von ausgeprägter Bühnenpräsenz und Temperament, der laut zeitgenössischen Geraer Theaterkritikern gelegentlich zum Übertreiben geneigt haben soll. Er blieb bis 1914 in Gera, dann ging er, nachdem sich seine Frau von ihm getrennt hatte, mit seinem Sohn nach Berlin. Ab 1913 trat er auch in Filmen auf, u. a. als Dr. Redlich in dem Stummfilm Das verschleierte Bild von Groß-Kleindorf.  Zuletzt war er Ensemblemitglied am Theater in der Klosterstraße und spielte im Frühjahr 1926 am Deutschen Theater in Juarez und Maximilian von Franz Werfel unter der Regie von Max Reinhardt. 1928 starb Wittig mit 57 Jahren in Berlin.

## Filmografie
- 1913: Leben um Leben
- 1913: Ein Sensationsprozeß
- 1913: Das verschleierte Bild von Groß-Kleindorf
- 1914: Die Standuhr
- 1915: Die Beichte einer Verurteilten
- 1915: Hut Nr. E.W. 2106 V
- 1915: William Voss
- 1916: Glaubensketten
- 1916: Die alte Schere
- 1916: Der Schmuck der Herzogin
- 1921: Die goldene Pest
- 1921: Das Geheimnis der sechs Spielkarten, 6. Teil – Herz Dame
- 1922: Das Logierhaus für Gentleman
- 1928: Der alte Fritz, 2. Teil: Ausklang